# Chris Rumph II
Chris Rumph II (Gainesville, 19 ottobre 1998) è un giocatore di football americano statunitense che milita nel ruolo di outside linebacker per i Los Angeles Chargers della National Football League (NFL).

## Carriera

### Los Angeles Chargers
Rumph al college giocò a football a Duke. Fu scelto nel corso del quarto giro (118º assoluto) nel Draft NFL 2021 dai Los Angeles Chargers. Debuttò come professionista subentrando nella settimana 1 contro il Washington Football Team. La sua stagione da rookie si concluse con 17 tackle e un sack in 16 presenze, nessuna delle quali come titolare.